# 난쟁이 (가운데땅)

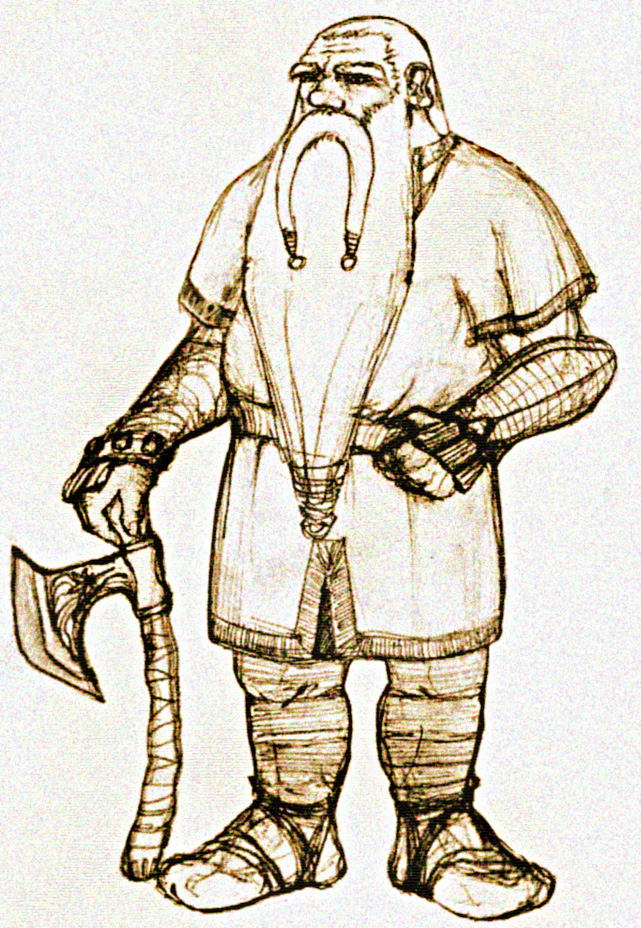

난쟁이(영: Dwarf, 복수형 Dwarves)는 J. R. R. 톨킨이 창작한 가상의 세계관인 가운데땅에서 등장하는 종족이다. 키가 작은 강건한 종족이며, 여성을 포함해서 모든 구성원이 수염을 기르고 있다. 호빗과는 비교적 우호적인 관계를 가지고 있지만, 요정에게는 예로부터 불신감을 안고 있다. 일반적으로 난쟁이는 대장장이나 석공을 직업으로 하고, 뛰어난 세공술을 가지고 있다. 그들의 작품 중에는 요정의 것보다 뛰어난 것도 있지만, 아르다 최고의 대장장이는 난쟁이가 아니라 요정이다. 전설이나 판타지에 등장하는 일반적인 난쟁이에 대해서는 드워프를 참조.

## 개요
요정이나 인간과 달리, 난쟁이는 일루바타의 아이들이 아니다. 난쟁이는 대장장이를 사사도루 아울레에 의해서 만들어졌다. 그러나 아울레에는 스스로의 작품에 독립한 생명을 주는 힘이 없었다. 그 힘은 에루 일루바타만이 가지는 힘이었기 때문이다. 아우레는 이것을 유감스럽게 생각해, 일루바타에게 난쟁이를 만들어 낸 것을 고백했다. 일루바타는 아르다의 창조의 계획에 난쟁이를 더할 것을 약속해, 난쟁이에게 생명을 주었다. 이것으로부터 난쟁이는 일루바타의 양자로 불린다. 아우레는 일곱 명의 난쟁이의 조상을 만들어, 모든 난쟁이는 그들의 자손이다. 그들은 요정이 창조될 때까지는 자게 되었다.
톨킨의 작품에 등장하는 난쟁이의 대부분은 두린의 백성이다. 두린의 백성은 크하잣둠의 두린 1세에 시작하는 부족이며, 장 수염족이라고도 불린다. 저명한 예외로서는 「실마릴리온」으로 말해지는 청색산맥의 난쟁이의 거리 노그로드와 벨레고스트에 사는 난쟁이가 있다.
그들은 가운데땅의 산들로부터 귀금속을 채굴해, 가공했다. 가장 유명한 난쟁이의 귀금속은 미스릴이다. 다양한 점으로, 난쟁이는 요정과 인간의 중간에 위치하고 있다. 그들은 불사는 아니지만, 250년 이상의 수명을 가지고 있다. 그들은 일반적으로 인간보다 타락하기 어려운 종족이지만, 욕구에 몰려 성급한 행동을 하는 점에서는 공통되고 있다(특히 유명한 것은 엘 싱골의 살해와 아르켄스톤을 둘러싼 언쟁일 것이다).
난쟁이의 언어는 아우레에 의해서 창조되어 쿠즈두르로 불리고 있다. 난쟁이는 스스로의 말을 비밀로 하고 있었기 때문에, 인간이나 요정에게는 친숙함이 없는 언어였다. 다만, 하나만 유명한 난쟁이의 말이 있다. 그것은 옛날에는 제1시대까지 거슬러 올라가는 고대의 홍의 소리이다. 「바르크카자드! 카자드 아이-메이누!」"Baruk Khazad!  Khazad ai-menu!"라고 발음되어 「난쟁이의 도끼다! 난쟁이가 이놈들을 토벌할거야!」의 뜻이다.
소린 오켄쉴드는 「호빗」에서, 12명의 난쟁이를 수반해 막다른 골목 저택을 방문하고 재보를 되찾는 여행에 빌보를 더했다.
김리는 「반지의 제왕」에서 반지의 동료에 참가해, 요정인 레골라스와 친구가 되었다.

## 이름
난쟁이는 스스로의 종족을카자드(Khazad)라고 부르고 있다. 이것은 아우레가 그들에게 준 이름이다. 이 말은 신다린으로는 하조드림(Hadhodrim), 꿰냐로는 카사리(Casari)로 번역되었다. 노르드르의 사이에서는 카사리가 난쟁이를 가리키는 일반적인 말이었지만, 신다르는 나우그림(Naugrim) 혹은 노고스림(Nogothrim), 즉 「성장이 저해된 사람」이라고 불렀다.
가운데땅의 난쟁이의 이름은, 그 대부분이 고엣다의 「무녀의 예언」으로부터 빼앗기고 있다.

## 영어에의 영향
톨킨의 저작인 「호빗」과 「반지의 제왕」이 인기를 얻은 것에 의해, 판타지 문학에서 이 종족을 나타내는 용어로서 dwarves를 사용하는 것이 보급했다. 톨킨 이전에는 dwarfs(철이 다르다)가 이용되고 있었다. 예를 들어 디즈니의 「백설공주와 일곱 명의 난쟁이」Snow White and Seven Dwarfs에서도 dwarfs가 이용되고 있었다. 사실, 후자의 철이 일반적이었었기 때문에, 「반지의 제왕」의 편집자는 톨킨의 dwarves를 dwarfs로 「정정」했을 정도다.
톨킨에 의하면, dwarf의 「진짜 「역사적」인」복수형은 dwarrows나 dwerrows라 한다. 그는 일찍이 dwarves를 「개인적인 잘못된 문법」이라고 말했다. 그러나 「반지의 제왕」의 추가 보충편F에서, 드워후가 현재의 영어로 말해지는 것이 많았으면, 인간(man)의 복수형 men가 보관 유지되고 있듯이, dwarf의 특수한 복수형도 보관 유지되었을 것이다고 말하고 있다. dwarrow라는 형태는 모리아의 이름인 Dwarrowdelf에게만 나타나고 있다. 톨킨은 대신에 Elf의 복수형 Elves에 대응하는 Dwarves를 이용해 의미가 독자에게 알기 쉽게 했다. 일반과 다른 용어를 이용한 것은, 신화나 옛날 이야기에 등장하는 같은 이름을 가지는 생물과 톨킨의 난쟁이를 구별하는 역할도 완수했다.

## 작중에 등장하는 난쟁이
- 에레보르를 되찾기 위한 원정으로 향한 13명의 난쟁이
  - 참나무방패 소린 (Thorin II / Oakenshield)
  - 바인 (Balin)
  - 드왈린 (Dwalin)
  - 오인 (Oin)
  - 글로인 (Gloin)
  - 도리 (Dori)
  - 노리 (Nori)
  - 오리 (Ori)
  - 필리 (Fili)
  - 킬리 (Kili)
    - 이하 3명은 두린의 가계는 아니다

  - 비푸르 (Bifur)
  - 보푸르 (Bofur)
  - 봄부르 (Bombur)
- 반지의 동료
  - 김리 (Gimli)
- 그 외
  - 스로르 (Thror)
  - 스라인 2세 (Thrain II)
  - 다인 2세 (Dain II)